# Mara Santangelo
Mara Santangelo (* 28. Juni 1981 in Latina) ist eine ehemalige italienische Tennisspielerin.

## Karriere
Santangelo, die im Alter von neun Jahren mit dem Tennissport begann, wurde 1998 Profispielerin.
Am 19. Februar 2006 gewann sie das Tier-III-Turnier Bangalore Open mit einem Dreisatzsieg im Endspiel über Jelena Kostanić. Außerdem konnte sie acht Einzeltitel bei ITF-Turnieren gewinnen. Bei allen vier Grand-Slam-Turnieren stand sie 2006/2007 in der dritten Runde, 2004 in Melbourne erreichte sie sogar das Achtelfinale.
Wesentlich erfolgreicher verlief ihre Karriere im Doppel, wo sie insgesamt acht WTA-Titel gewann und zudem an der Seite von Alicia Molik 2007 bei den French Open ihren einzigen Grand-Slam-Titel.
Mit dem italienischen Team gewann sie 2006 die Trophäe im Fed Cup; sie besiegten im Endspiel die belgische Mannschaft mit der damaligen Nummer eins, Justine Henin-Hardenne.
Am 28. Januar 2011 gab Santangelo wegen anhaltender Fußprobleme ihren Rücktritt vom Profitennis bekannt.

## Persönliches
Santangelo lebt in Rom. Nach ihrer Kindheit in Latina wohnte und trainierte sie während ihrer Profikarriere hauptsächlich im italienischen Norden (Verona, Cavalese und Bozen).

## Turniersiege

### Einzel
| Nr. | Datum            | Turnier   | Kategorie    | Belag     | Finalgegnerin   | Ergebnis       |
| --- | ---------------- | --------- | ------------ | --------- | --------------- | -------------- |
| 1.  | 19. Februar 2006 | Bangalore | WTA Tier III | Hartplatz | Jelena Kostanić | 3:6, 7:65, 6:3 |

### Doppel
| Nr. | Datum            | Turnier       | Kategorie         | Belag             | Partnerin          | Finalgegnerinnen                               | Ergebnis           |
| --- | ---------------- | ------------- | ----------------- | ----------------- | ------------------ | ---------------------------------------------- | ------------------ |
| 1.  | 3. Oktober 2004  | Hasselt       | WTA Tier III      | Hartplatz (Halle) | Jennifer Russell   | Nuria Llagostera Vives Marta Marrero           | 6:3, 7:5           |
| 2.  | 11. Februar 2007 | Pattaya       | WTA Tier IV       | Hartplatz         | Nicole Pratt       | Chan Yung-jan Chuang Chia-jung                 | 6:4, 7:64          |
| 3.  | 8. April 2007    | Amelia Island | WTA Tier II       | Sand              | Katarina Srebotnik | Anabel Medina Garrigues Virginia Ruano Pascual | 6:3, 7:64          |
| 4.  | 20. Mai 2007     | Rom           | WTA Tier I        | Sand              | Nathalie Dechy     | Tathiana Garbin Roberta Vinci                  | 6:4, 6:1           |
| 5.  | 8. Juni 2007     | French Open   | Grand Slam        | Sand              | Alicia Molik       | Katarina Srebotnik Ai Sugiyama                 | 7:65, 6:4          |
| 6.  | 25. August 2007  | New Haven     | WTA Tier II       | Hartplatz         | Sania Mirza        | Cara Black Liezel Huber                        | 6:1, 6:2           |
| 7.  | 10. Januar 2009  | Auckland      | WTA International | Hartplatz         | Nathalie Dechy     | Nuria Llagostera Vives Arantxa Parra Santonja  | 4:6, 7:63, [12:10] |
| 8.  | 8. März 2009     | Monterrey     | WTA International | Hartplatz         | Nathalie Dechy     | Iveta Benešová Barbora Záhlavová-Strýcová      | 6:3, 6:4           |
| 9.  | 23. Mai 2009     | Straßburg     | WTA International | Sand              | Nathalie Dechy     | Claire Feuerstein Stéphanie Foretz             | 6:0, 6:1           |

### Team
| Nr. | Datum              | Turnier | Kategorie | Belag     | Partnerinnen                                      | Finalgegnerinnen                        | Ergebnis |
| --- | ------------------ | ------- | --------- | --------- | ------------------------------------------------- | --------------------------------------- | -------- |
| 1.  | 17. September 2006 | Fed Cup | ITF       | Hartplatz | Francesca Schiavone Flavia Pennetta Roberta Vinci | Kirsten Flipkens Justine Henin-Hardenne | 3:2      |

## Karrierestatistik und Turnierbilanz
Doppel 
| Turnier                   | 2004              | 2005              | 2006              | 2007              | 2008              | 2009          | T / T     | S/N       | Sieg%     |
| ------------------------- | ----------------- | ----------------- | ----------------- | ----------------- | ----------------- | ------------- | --------- | --------- | --------- |
| Australian Open           | 1                 | VF                | 1                 | 1                 | –                 | HF            | 0 / 5     | 7:5       | 58 %      |
| French Open               | 2                 | 1                 | 2                 | S                 | 1                 | 1             | 1 / 6     | 8:5       | 62 %      |
| Wimbledon                 | AF                | 2                 | 2                 | HF                | 1                 | 1             | 0 / 6     | 7:6       | 54 %      |
| US Open                   | 1                 | 1                 | 2                 | AF                | 2                 | –             | 0 / 5     | 4:5       | 44 %      |
| Dubai                     | andere Kategorie  | andere Kategorie  | andere Kategorie  | andere Kategorie  | andere Kategorie  | AF            | 0 / 1     | 0:1       | 0 %       |
| Indian Wells              | –                 | 1                 | 1                 | –                 | –                 | 1             | 0 / 3     | 0:3       | 0 %       |
| Miami                     | 1                 | 1                 | Q1                | VF                | –                 | 1             | 0 / 4     | 2:4       | 33 %      |
| Charleston                | –                 | –                 | VF                | VF                | –                 | a. K.         | 0 / 2     | 4:2       | 67 %      |
| Berlin                    | –                 | –                 | AF                | AF                | –                 | n. a.         | 0 / 2     | 2:2       | 50 %      |
| Madrid                    | nicht ausgetragen | nicht ausgetragen | nicht ausgetragen | nicht ausgetragen | nicht ausgetragen | 1             | 0 / 1     | 0:1       | 0 %       |
| Rom                       | 1                 | VF                | AF                | S                 | AF                | AF            | 1 / 6     | 9:5       | 64 %      |
| San Diego                 | –                 | –                 | AF                | –                 | n. a.             | n. a.         | 0 / 1     | 1:1       | 50 %      |
| Kanada                    | –                 | –                 | 1                 | HF                | –                 | –             | 0 / 2     | 1:2       | 33 %      |
| Tokio                     | –                 | –                 | HF                | 1                 | –                 | –             | 0 / 2     | 2:2       | 50 %      |
| Moskau                    | –                 | –                 | HF                | –                 | –                 | a. K.         | 0 / 1     | 2:1       | 67 %      |
| Zürich                    | –                 | –                 | –                 | VF                | n. a. / a. K.     | n. a. / a. K. | 0 / 1     | 1:1       | 50 %      |
| Olympische Spiele         | –                 | nicht ausgetragen | nicht ausgetragen | nicht ausgetragen | 1                 | n. a.         | 0 / 1     | 0:1       | 0 %       |
| Fed Cup                   | –                 | PO                | S                 | F                 | –                 | –             | 1 / 3     | 2:1       | 67 %      |
| Statistik                 | Statistik         | Statistik         | Statistik         | Statistik         | Statistik         | Statistik     | S/N       | S/N       | Sieg%     |
| Gewonnene Titel           | 1                 | 0                 | 0                 | 5                 | 0                 | 3             | Gesamt: 9 | Gesamt: 9 | Gesamt: 9 |
| Gesamt-Siege/-Niederlagen | 15:14             | 19:18             | 18:19             | 47:16             | 6:11              | 18:10         | 123:88    | 123:88    | 58 %      |
| Jahresendposition         | 90                | 71                | 41                | 9                 | 198               | 40            | N/A       | N/A       | N/A       |

Zeichenerklärung: S = Turniersieg; F, HF, VF, AF = Einzug ins Finale / Halbfinale / Viertelfinale / Achtelfinale; 1, 2, 3 = Ausscheiden in der 1. / 2. / 3. Hauptrunde; KF (kleines Finale) = unterlegen im Spiel um Platz drei; RR = Round Robin (Gruppenphase); n. a. = nicht ausgetragen; a. K. = andere Kategorie; PO (Playoff) = Auf- und Abstiegsrunde im Billie Jean King Cup; K1, K2, K3 = Teilnahme in der Kontinentalgruppe I, II, III im Billie Jean King Cup.
Anmerkung: Diese Statistik berücksichtigt alle Ergebnisse im Einzel bei ITF- und WTA-Turnieren. Als Quelle dient die ITF-Seite der Spielerin. Dargestellt sind nur WTA-Turniere der Kategorie Tier I (bis 2008), die WTA-Turniere der Kategorien Premier Mandatory und Premier 5 (2009–2020).